# Den eneste ene
Pour plus de détails, voir Fiche technique et Distribution.
Den eneste ene est un film danois réalisé par Susanne Bier, sorti en 1999.

## Fiche technique
- Titre original et français : Den eneste ene
- Réalisation : Susanne Bier
- Scénario : Kim Fupz Aakeson
- Pays de production :  Danemark
- Format : Couleurs - 1,85:1
- Genre : Comédie
- Durée : 106 minutes
- Date de sortie :
  - Danemark : 1er avril 1999

## Distribution
- Sidse Babett Knudsen : Sus
- Niels Olsen : Niller
- Søs Egelind : Lizzie
- Rafael Edholm : Sonny
- Paprika Steen : Stella
- Sofie Gråbøl : Mulle
- Hella Joof : la fille de l'adoption
- Jannie Faurschou : Docteur